# Schürensöhlen
Schürensöhlen – gmina w Niemczech w kraju związkowym Szlezwik-Holsztyn, w powiecie Herzogtum Lauenburg, wchodzi w skład urzędu Sandesneben-Nusse.